# Justin Braun (soccer)
Pour les articles homonymes, voir Justin Braun et Braun.
Justin Braun, né le 31 mars 1987 à Salt Lake City en Utah, est un joueur américain de soccer. Il évolue au poste d'attaquant.

## Biographie
Braun joue au soccer tout au long de son parcours et de sa scolarité chez lui à Salt Lake City, mais à l'issue de son secondaire, il ne reçoit aucune offre universitaire pour continuer le soccer à l'échelon supérieur en NCAA. Il rejoint alors le collège communautaire de sa ville natale puis l'université de l'Utah où il n'y a pas d'équipe de soccer. Il continue néanmoins de jouer en amateur avec le club de l'Olympique Montreux.
Il fait partie en janvier 2008 d'une sélection de joueurs de l'Utah pour un tournoi amateur au Home Depot Center à Los Angeles, la Coupe George F. Donnelly. Il est alors remarqué par Preki, l'entraîneur de Chivas USA qui assiste à ce tournoi et l'invite au camp de présaison de ce club. Il fait ses preuves à cette occasion et on lui propose un contrat pro pour intégrer l'équipe première en MLS.
Il est transféré à l'Impact de Montréal, club d'expansion de la MLS en 2012. Malgré un temps de jeu conséquent, il ne parvient pas à s'imposer à Montréal et est transféré dans le club fanion de sa ville natale, le Real Salt Lake, le 11 juillet 2012 en échange d'un choix conditionnel lors de la MLS SuperDraft 2014.
Le 11 février 2014 il signe avec le Republic de Sacramento. Après trois saisons en Californie du Nord, il rejoint l'Eleven d'Indy dans la même ligue le 19 janvier 2016 avant d'annoncer sa retraite au terme de l'exercice 2018.

## Carrière internationale
En décembre 2009, il est appelé pour participer à un camp d'entraînement de la l'équipe nationale américaine. Initialement appelé pour le match amical du 4 janvier 2010 face au Honduras, il ne figure finalement pas sur la feuille de match. Il est appelé une seconde fois mais ne peut honorer cette sélection en raison d'une rupture du tendon d'Achille.